# Tae Satoya
Tae Satoya (jap. 里谷多英 Satoya Tae; ur. 12 czerwca 1976 w Sapporo) – japońska narciarka, specjalistka narciarstwa dowolnego. Zdobyła złoty medal w jeździe po muldach na igrzyskach olimpijskich w Nagano. Stok, na którym Satoya zdobyła olimpijskie złoto, został w 1999 r. nazwany jej imieniem. Ponadto, na igrzyskach olimpijskich w Salt Lake City zajęła wywalczyła brązowy medal. Najlepszy wynik na mistrzostwach świata osiągnęła podczas mistrzostw w Inawashiro, gdzie zajęła 4. miejsce w jeździe po muldach podwójnych. Najlepsze wyniki w Pucharze Świata osiągnęła w sezonie 1998/1999, kiedy to zajęła 9. miejsce w klasyfikacji generalnej, a w klasyfikacji jazdy po muldach podwójnych była czwarta. W 1994 r. i 1995 r. zdobywała złote medale Międzynarodowych Mistrzostw Juniorów.

## Osiągnięcia

### Igrzyska olimpijskie
| Miejsce | Dzień      | Rok  | Miejscowość    | Konkurencja      | Zwycięzca            |
| ------- | ---------- | ---- | -------------- | ---------------- | -------------------- |
| 11.     | 12 lutego  | 1994 | Lillehammer    | Jazda po muldach | Stine Lise Hattestad |
| 1.      | 11 lutego  | 1998 | Nagano         | Jazda po muldach | -                    |
| 3.      | 9 lutego   | 2002 | Salt Lake City | Jazda po muldach | Kari Traa            |
| 15.     | 11 lutego  | 2006 | Turyn          | Jazda po muldach | Jennifer Heil        |
| 19.     | 131 lutego | 2010 | Vancouver      | Jazda po muldach | Hannah Kearney       |

### Mistrzostwa świata
| Miejsce | Dzień       | Rok  | Miejscowość | Konkurencja      | Zwycięzca    |
| ------- | ----------- | ---- | ----------- | ---------------- | ------------ |
| 12.     | 18 lutego   | 1995 | La Clusaz   | Jazda po muldach | Candice Gilg |
| 15.     | 8 lutego    | 1997 | Iizuna      | Jazda po muldach | Candice Gilg |
| 10.     | 19 stycznia | 2001 | Whistler    | Jazda po muldach | Kari Traa    |
| 7.      | 21 stycznia | 2001 | Whistler    | Muldy podwójne   | Kari Traa    |
| 14.     | 31 stycznia | 2003 | Deer Valley | Jazda po muldach | Kari Traa    |
| 6.      | 1 lutego    | 2003 | Deer Valley | Muldy podwójne   | Kari Traa    |
| 9.      | 7 marca     | 2009 | Inawashiro  | Jazda po muldach | Aiko Uemura  |
| 4.      | 8 marca     | 2009 | Inawashiro  | Muldy podwójne   | Aiko Uemura  |

### Puchar Świata

#### Miejsca w klasyfikacji generalnej
- sezon 1992/1993: 101.
- sezon 1993/1994: 91.
- sezon 1994/1995: 59.
- sezon 1995/1996: 45.
- sezon 1996/1997: 19.
- sezon 1997/1998: 26.
- sezon 1998/1999: 9.
- sezon 1999/2000: 16.
- sezon 2000/2001: 22.
- sezon 2001/2002: 11.
- sezon 2002/2003: 33.
- sezon 2004/2005: 35.
- sezon 2005/2006: 106.
- sezon 2007/2008: 127.
- sezon 2008/2009: 129.
- sezon 2009/2010: 95.
- sezon 2010/2011: 79.
- sezon 2011/2012: 136.

#### Miejsca na podium
1. Hundfjället – 7 marca 1996 (Jazda po muldach) – 3. miejsce
2. Sunday River – 12 stycznia 1997 (Jazda po muldach) – 2. miejsce
3. Hundfjället – 9 marca 1998 (Jazda po muldach) – 1. miejsce
4. Inawashiro – 17 lutego 1999 (Jazda po muldach) – 1. miejsce
5. Madarao – 20 lutego 1999 (Jazda po muldach) – 2. miejsce
6. Madarao – 20 lutego 1999 (Jazda po muldach) – 3. miejsce
7. Sunday River – 28 stycznia 2001 (Jazda po muldach) – 2. miejsce
8. Ruka – 16 marca 2002 (Jazda po muldach) – 2. miejsce
9. Inawashiro – 6 lutego 2005 (Jazda po muldach) – 2. miejsce